# جاك برايس (مجدف)
جاك برايس (بالإنجليزية: John Price)‏ هو مجدف أسترالي، ولد في 29 مارس 1987.

## وصلات خارجية
- جاك برايس على موقع الاتحاد الدولي للتجديف (الإنجليزية)